# Vitol'd Kreer
Vitol'd Anatol'evič Kreer (in russo Витольд Анатольевич Креер?; Krasnodar, 12 novembre 1932 – 1º agosto 2020) è stato un triplista sovietico.

## Biografia
Vinse due medaglie nella propria carriera olimpica, entrambe di bronzo.

## Palmarès
| Anno | Manifestazione  | Sede      | Evento       | Risultato | Prestazione | Note |
| ---- | --------------- | --------- | ------------ | --------- | ----------- | ---- |
| 1956 | Giochi olimpici | Melbourne | Salto triplo | Bronzo    | 16,02 m     |      |
| 1960 | Giochi olimpici | Roma      | Salto triplo | Bronzo    | 16,43 m     |      |
| 1964 | Giochi olimpici | Tokyo     | Salto triplo | 16º (q)   | 15,71 m     |      |